# 守谷市立郷州小学校
守谷市立郷州小学校（もりやしりつ ごうしゅうしょうがっこう）は、茨城県守谷市みずき野五丁目に所在する市立小学校。

## 沿革
- 1983年4月1日 - 守谷町立守谷小学校より守谷町立郷州小学校として分離開校。
- 2002年2月2日 - 市制施行により、守谷市立郷州小学校に改称。

## 教育目標
『夢と生きる力を育む心豊かな児童の育成』

## 学区
- 守谷市
  - 小山
  - みずき野の全域
  - 本町の一部
  - 乙子の一部（県道守谷流山線より東側地区）
  - 美園一・二丁目
  - けやき台一丁目

当小学校を卒業し、市立中学校に進学する場合は進学先は愛宕中学校となる。当地域は新興住宅地パークシティ守谷（みずき野地区）に位置し、選択学区内に常総ニュータウン南守谷、ヒルズ美園がある。

## 交通
- 関東鉄道常総線南守谷駅徒歩7分
- 関東鉄道常総線戸頭駅徒歩7分

- 関東鉄道バス・「パークスクエア前」下車 徒歩1分

## 出身著名人
- 澤昌克（サッカー選手）